# Gomphidia leonorae
Gomphidia leonorae – gatunek ważki z rodziny gadziogłówkowatych (Gomphidae).